# Masdevallia trochilus
Masdevallia trochilus är en orkidéart som beskrevs av Jean Jules Linden och Éduard-François André. Masdevallia trochilus ingår i släktet Masdevallia och familjen orkidéer. Inga underarter finns listade i Catalogue of Life.

## Bildgalleri

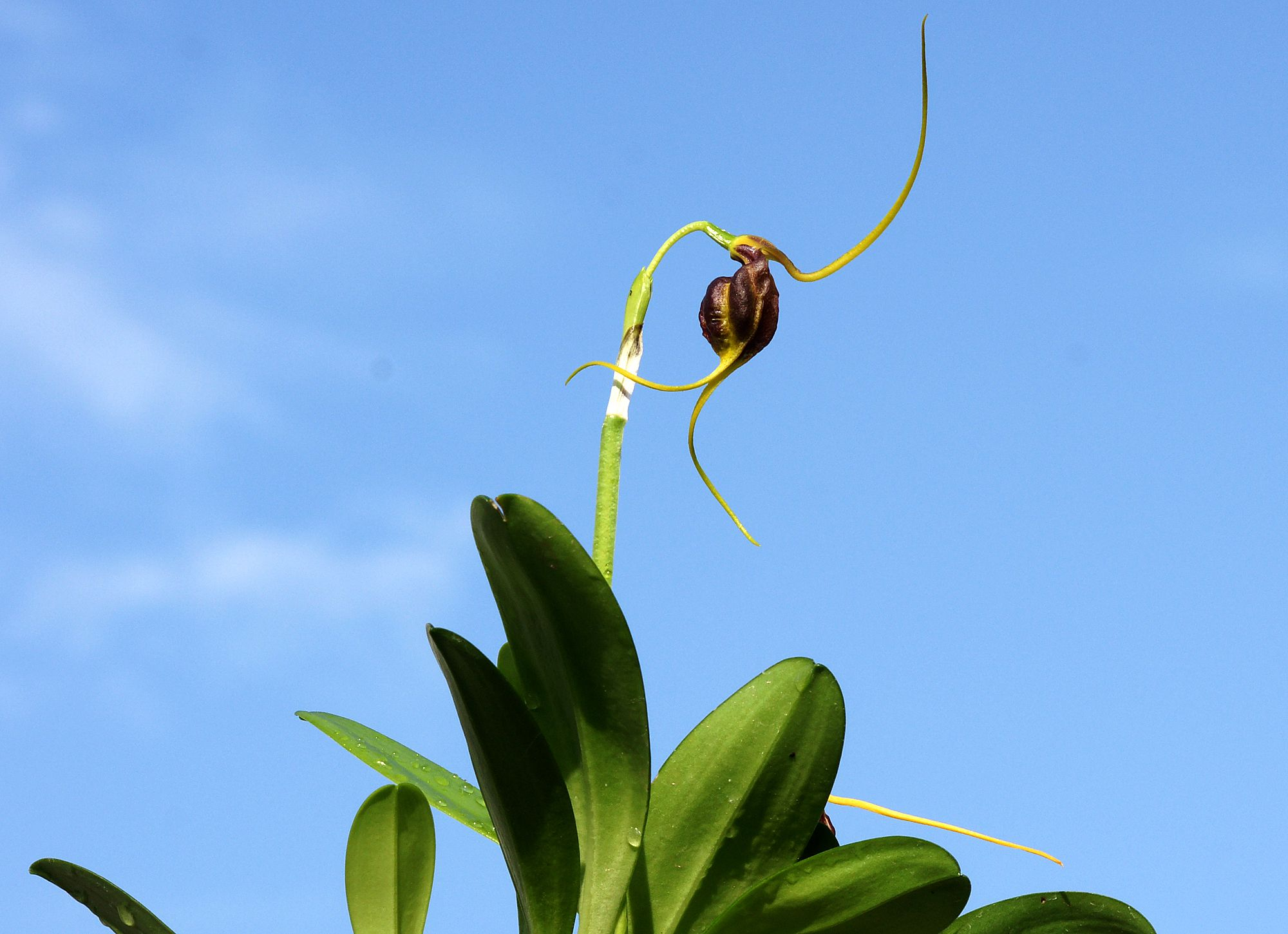
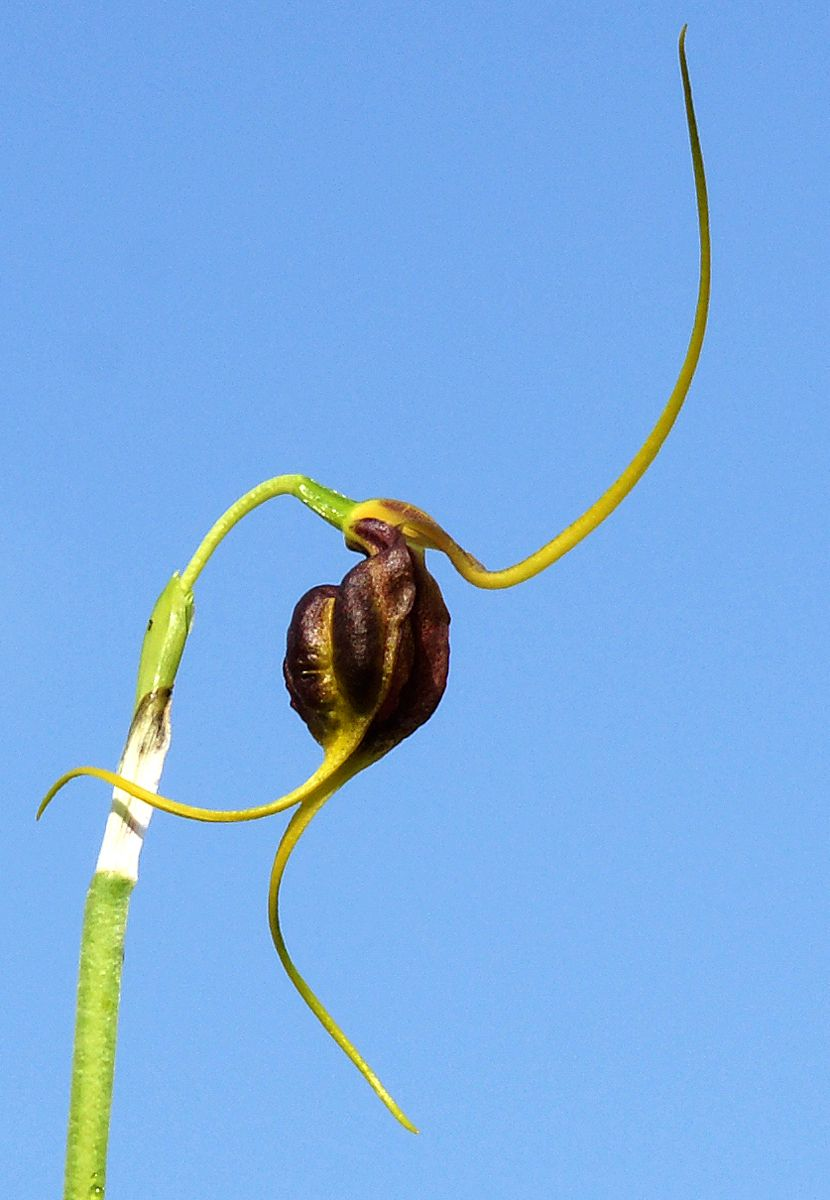
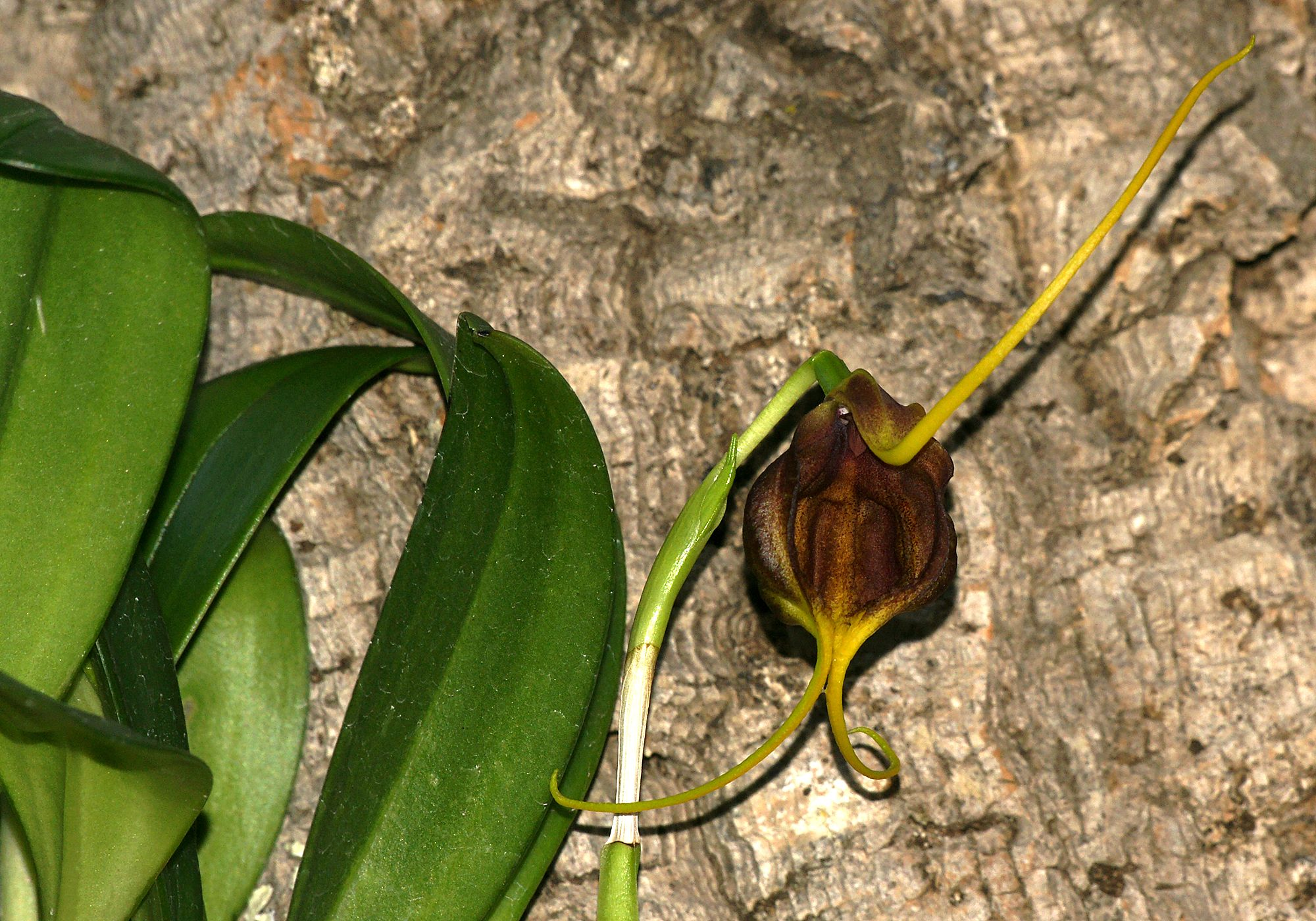
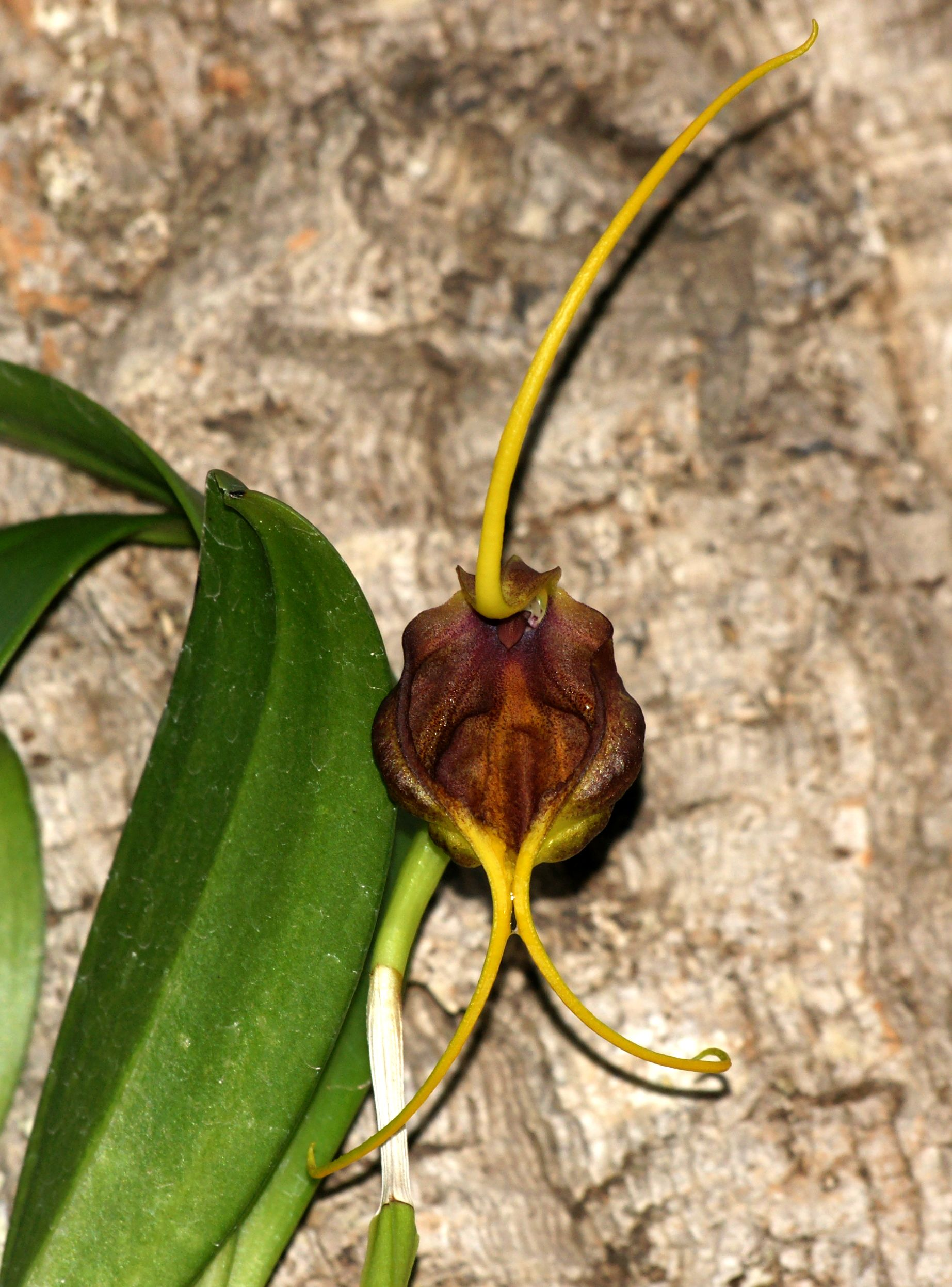
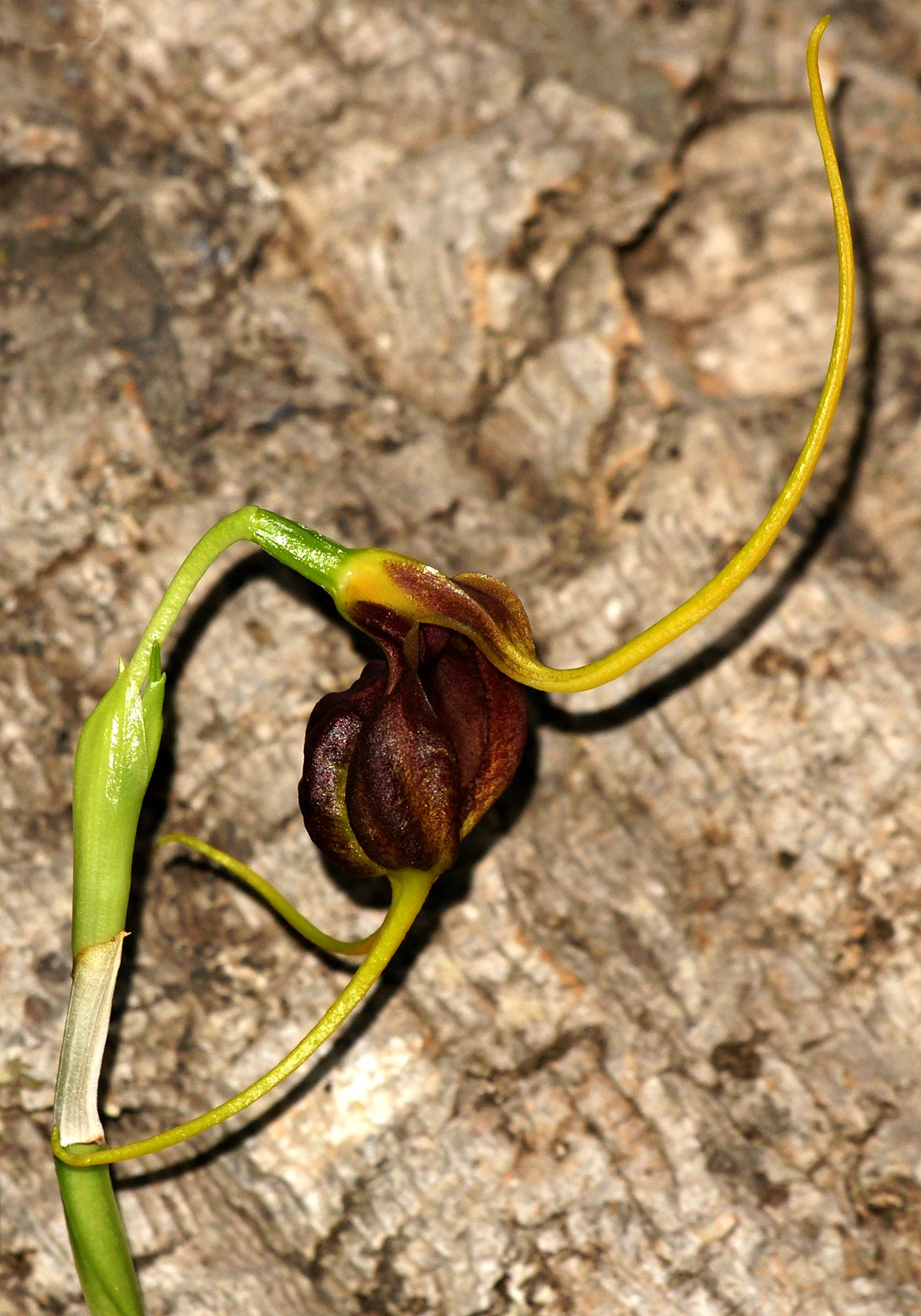
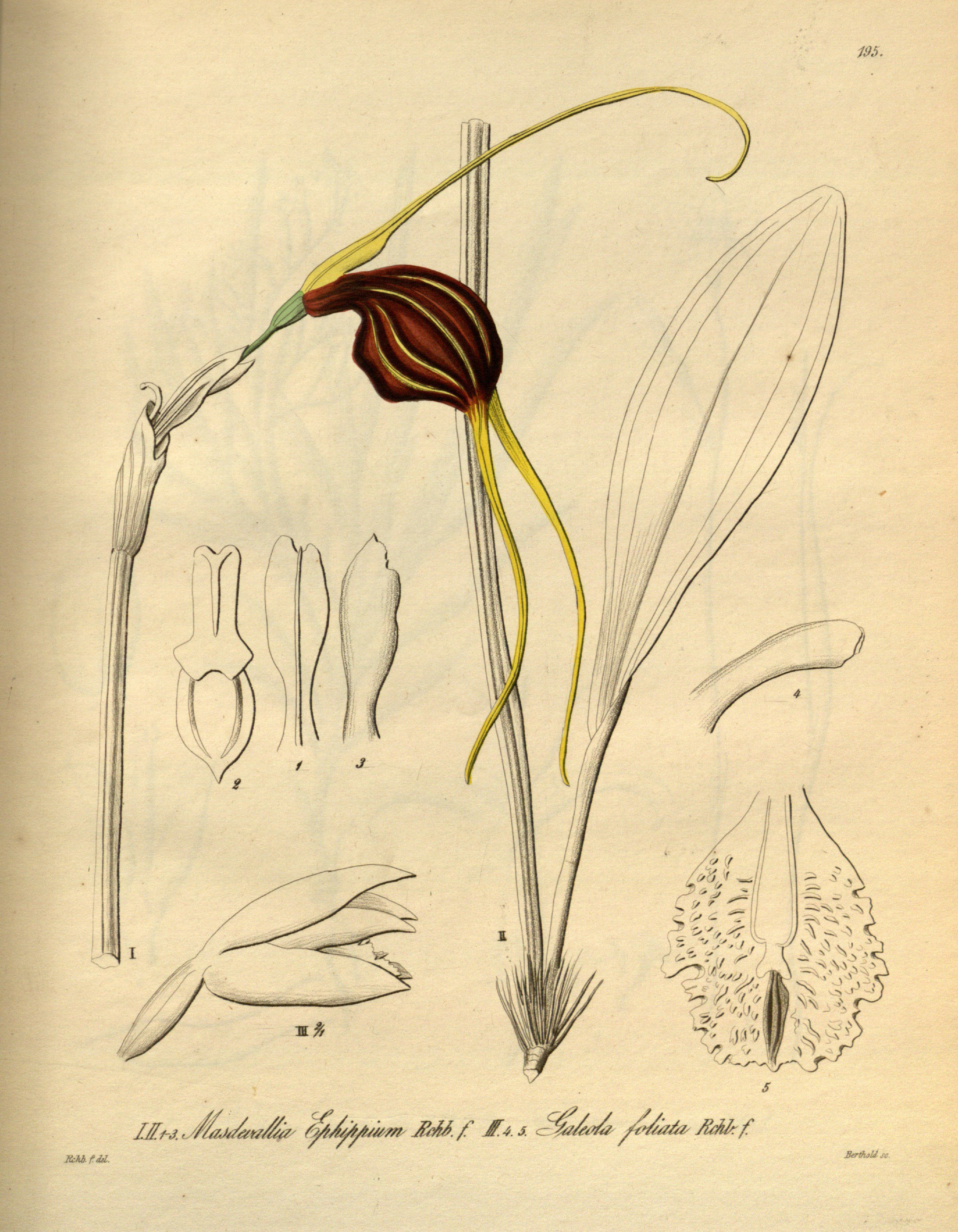